# Американский красноголовый нырок
Американский красноголовый нырок (лат. Aythya americana) — среднего размера североамериканская водоплавающая птица семейства утиных.

## Описание

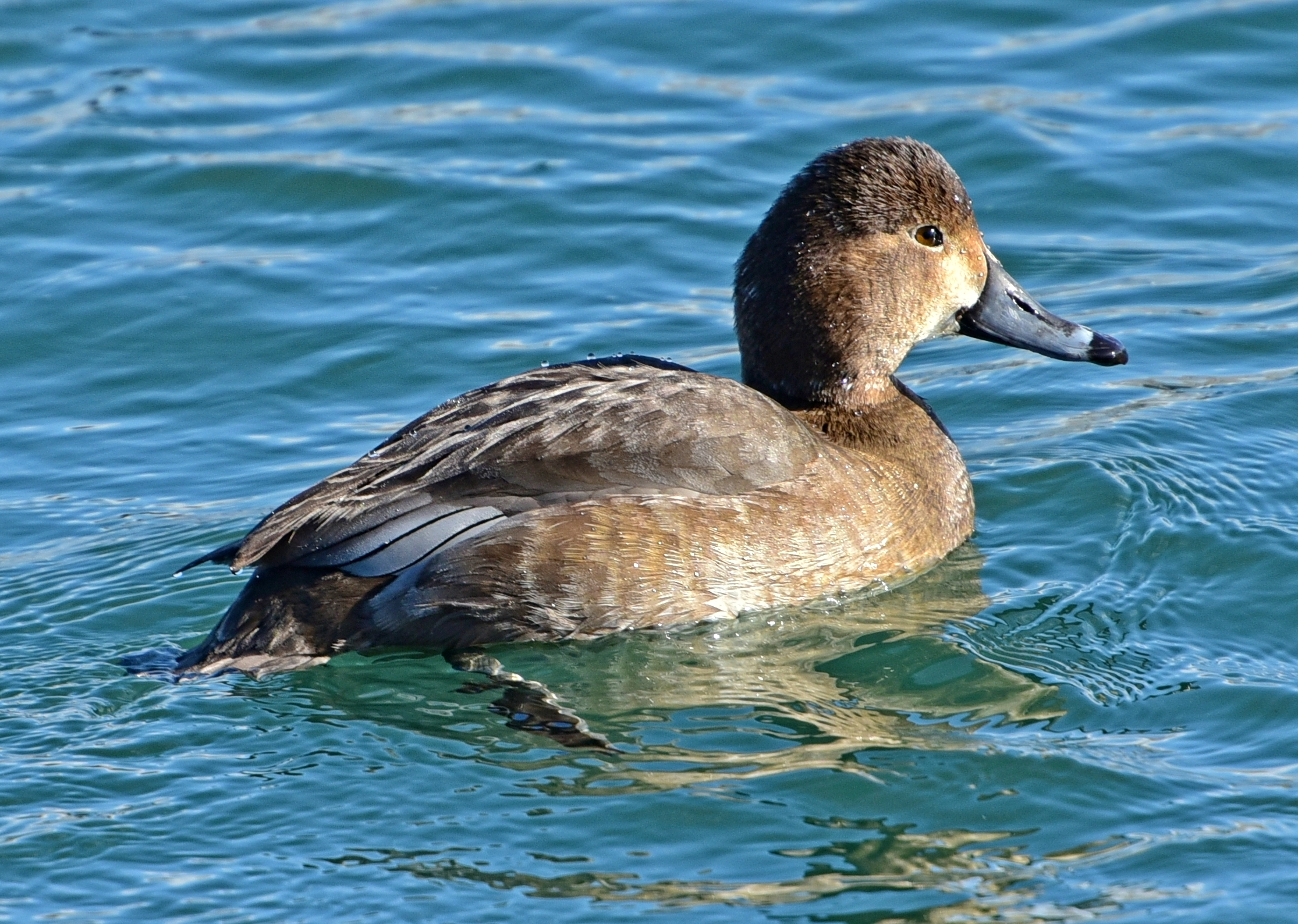
Самка

Нырковая утка средних размеров. Масса до тела 1,179—1,219 кг, длина тела 35—40 см, размах крыльев до 74—89 см. Перепонки на лапах большие, клюв расширен, а на крыльях отсутствуют «зеркальца». В брачном оперении самец имеет яркую красно-коричневую голову и шею. У взрослых самцов голова и шея ярко-каштанового цвета, грудь черная, бока и спина светло-серый. Клюв пепельного цвета с черным окончанием, отделенным светлее полоской. Вне брачного периода оперение головы не такое яркое, коричневого цвета. Самка имеет буроватую окраску с более темной головой и шеей и беловатым низом. Клюв такой как у самца — серый с темным концом, обрамленным светлее полоской. Самка сохраняет одинаковый окрас оперения круглогодично.

## Ареал
Американский красноголовый нырок гнездится в южных частях Канады и в США, как залётный наблюдался в Гренландии, на Бермудах, на Аляске, на острове Кадьяк и в России.

## Биология
Предпочитает стоячие и полустоячие водоёмы. Птицы собираются на озерах и прудах группами до 25 особей, среди которых вследствие сложного брачного ухаживания формируются пары на один год. Гнезда строят из веток, тростника и другой водной растительности. В гнездовой период не охраняют территорию от других птиц.
Рацион смешанный и примерно в равных долях состоит из растительных и животных кормов. В гнездовое время в рационе максимально преобладают животные корма, а летом — преимущественно водоросли.